# James Horner
James Roy Horner (ur. 14 sierpnia 1953 w Los Angeles, zm. 22 czerwca 2015 w Santa Barbara) – amerykański kompozytor muzyki filmowej. Stworzył muzykę do ponad 110 filmów.

## Życiorys

### Młodość i wykształcenie
James Roy Horner urodził się 14 sierpnia 1953 w Los Angeles, w rodzinie żydowskich imigrantów z Austro-Węgier. Jego ojcem był Harry Horner – scenograf (zdobywca dwóch Oscarów) i reżyser, a matką Joan Fraenkel. Był bratem Christophera i Anthony’ego. Rodzina Hornera w późnych latach 50. przeniosła się do Londynu. Tam, w wieku pięciu lat James rozpoczął naukę gry na fortepianie.
Studia kompozytorskie rozpoczął na Royal College of Music w Londynie, w klasie Györgya Ligetiego. Po roku, w latach 70. powrócił do Kalifornii, gdzie studiował na Uniwersytecie Południowej Kalifornii, a następnie na Uniwersytet Kalifornijski, kampus Los Angeles (studiował m.in. w klasie Paula Chihary). Otrzymał tytuł magistra teorii muzyki i kompozycji i rozpoczął studia doktorskie jednocześnie nauczając oraz współpracując przy muzycznej ilustracji filmów studenckich Amerykańskiego Instytutu Filmowego. Po rozczarowującej pracy przy swoim pierwszym koncercie Spectral Shimmers zrezygnował z kariery pedagogicznej i kompozytorskiej, zwracając się ku karierze kompozytora muzyki filmowej.

### Początki kariery
Horner początkowo tworzył muzykę do filmów studenckich, a w roku 1979 rozpoczął współpracę z wytwórnią New World Pictures Rogera Cormana specjalizującej się w niskobudżetowych horrorach i filmach fantastycznych. W ten sposób Horner stworzył swoje pierwsze oprawy muzyczne do filmów, tj. Lady in Red, Humanoidy z głębiny, Bitwa wśród gwiazd. Tworzył także do filmów telewizyjnych.
Większy rozgłos przyniosły mu oprawy muzyczne do filmów: Ręka Olivera Stone’a i Star Trek II: Gniew Khana. Dzięki nim, Horner zaczął otrzymywać więcej propozycji filmowych, głównie science-fiction i fantasy. W roku 1984 Akademia Filmów Science-Fiction, Horror i Fantasy nagrodziła go dwiema nominacjami za muzykę do filmu Coś paskudnego tu nadchodzi i Krull oraz statuetką Saturna za muzykę do Burzy mózgów. W roku 1983, jako najmłodszy dyrygent w historii, współpracował z orkiestrą London Symphony Orchestra (po raz pierwszy przy Burzy mózgów i wielokrotnie w późniejszych latach).
W roku 1985 przy filmie Kokon po raz pierwszy współpracował z reżyserem Ronem Howardem. W roku 1986 dzięki muzyce do filmu Obcy – decydujące starcie Jamesa Camerona, otrzymał swoją pierwszą nominację do Oscara. Napisał także muzykę do filmu animowanego Amerykańska opowieść. Za piosenkę z filmu otrzymał nominację do Oscara oraz dwie nagrody Grammy. Była to także pierwsza jego praca do filmu wyprodukowanego przez Stevena Spielberga. Horner w późniejszych latach napisał muzykę do kilku wyprodukowanych przez niego filmów familijnych i animowanych jak Pradawny ląd, Kacper czy Balto. Dzięki zdobytym wyróżnieniom, Horner na przełomie lat 80. i 90. stał się jednym z najbardziej znanych kompozytorów Hollywood.

### Lata 1990–1999
W roku 1990 Horner otrzymał swoją trzecią nominację do Oscara za muzykę do filmu Pole marzeń. W roku 1993 napisał muzykę aż do dziewięciu filmów. Nawiązał także współpracę z Melem Gibsonem przy filmie Człowiek bez twarzy. Pisał muzykę do filmów familijnych m.in. Jack Niedźwiadek, W sercu Afryki, Jumanji. W roku 1995 Horner zdobył dwie nominacje do Oscara za muzykę do Apollo 13 i Braveheart. Waleczne serce.
W roku 1997 Horner napisał muzykę do filmu Jamesa Camerona Titanic. Film okazał się kasowym sukcesem, a kompozytor został nagrodzony Oscarem i Złotym Globem. Piosenka My Heart Will Go On skomponowana przez Hornera także odniosła sukces przynosząc twórcy kolejnego Oscara, Złoty Glob i trzy nagrody Grammy. Płyta z muzyką z filmu stała się najlepiej sprzedającym się wydaniem z muzyką filmową w historii.
W kolejnych latach Horner skomponował muzykę m.in. do filmu katastroficznego Dzień zagłady i do filmów o przygodach Zorro (Maska Zorro w roku 1998).

### Lata 2000–2015
Po roku 2000 Horner napisał muzykę m.in. do filmów wojennych (Wróg u bram, Cena honoru), kasowego filmu historycznego Troja, filmu Mela Gibsona Apocalypto. Stworzył także oprawę muzyczną do filmów Piękny umysł (2001) i Dom z piasku i mgły (2003) za które otrzymał nominacje do Oscara oraz do filmu Legenda Zorro (2004).
W roku 2009 Horner stworzył muzykę do kolejnego kasowego filmu Camerona Avatar. Otrzymał za nią nominacje do wielu nagród w tym do Oscara i Złotego Globu.
W kolejnych latach Horner pisał muzykę zarówno do filmów niszowych jak Czarne złoto i meksykański film Cristiada oraz do filmów kasowych jak Niesamowity Spider-Man.
Horner zginął 22 czerwca 2015 r. w Santa Barbara w katastrofie lotniczej pilotowanego przez siebie samolotu Embraer EMB 312 Tucano, w wieku 61 lat.

## Życie prywatne
Żoną Jamesa Hornera od 1985 r. była Sara Elizabeth Nelson. Razem mieli dwie córki i mieszkali w Calabasas w Kalifornii.

## Kompozycje filmowe

### Filmy kinowe
| Rok  | Tytuł                                                                                      | Reżyser                                             | Wydanie płytowe |
| ---- | ------------------------------------------------------------------------------------------ | --------------------------------------------------- | --- |
| 1979 | Lady in Red                                                                                | Lewis Teague                                        | |
| 1979 | Up from the Depths                                                                         | Charles B. Griffith                                 | |
| 1980 | Humanoidy z głębiny (Humanoids from the Deep)                                              | Barbara Peeters Jimmy T. Murakami                   | BSX Records (2011) |
| 1980 | Bitwa wśród gwiazd (Battle Beyond the Stars)                                               | Jimmy T. Murakami Roger Corman                      | GNP Crescendo (2001) (76 min.) BSX Records (2011) (42 min.)                                                                    |
| 1981 | Śmiertelne błogosławieństwo (Deadly Blessing)                                              | Wes Craven                                          | |
| 1981 | Ręka (The Hand)                                                                            | Oliver Stone                                        | |
| 1981 | Wilkołaki (Wolfen)                                                                         | Michael Wadleigh                                    | Intrada (2011) |
| 1981 | W poszukiwaniu D.B. Coopera (The Pursuit of D.B. Cooper)                                   | Michael Wadleigh                                    | Polydor (1981) (2 utwory J. Hornera)                                                                                           |
| 1982 | Star Trek II: Gniew Khana (Star Trek II: The Wrath of Khan)                                | Nicholas Meyer                                      | GNP Crescendo (1982) (45 min.) Retrograde / FSM Records (2009) (75 min.)                                                       |
| 1982 | 48 godzin (48 Hrs.)                                                                        | Walter Hill                                         | Intrada (2011) |
| 1982 | P.K. i dziecko (P.K. and the Kid)                                                          | Lou Lombardo                                        | |
| 1983 | Krull                                                                                      | Peter Yates                                         | Southern Cross (1987) (45 min.) SCSE (1990) (79 min.) Super Tracks (1998) (93 min.) La-La Land (2010) (100 min.)               |
| 1983 | Coś paskudnego tu nadchodzi (Something Wicked This Way Comes)                              | Jay Clayton                                         | Intrada (2009) |
| 1983 | Burza mózgów (Brainstorm)                                                                  | Douglas Trumbull                                    | Varese Sarabande (1983) (36 min.) Kritzerland (2011) (72 min.)                                                                 |
| 1983 | Niespotykane męstwo (Uncommon Valor)                                                       | Ted Kotcheff                                        | Intrada (2010) |
| 1983 | Park Gorkiego (Gorky Park)                                                                 | Michael Apted                                       | Varese Sarabande (1983) (35 min.) Kritzerland (2011) (72 min.) Intrada (2014) (78 min.)                                        |
| 1983 | Garderobiany (The Dresser)                                                                 | Peter Yates                                         | |
| 1983 | Testament                                                                                  | Lynne Littman                                       | FSM (2011) |
| 1984 | Star Trek III: W poszukiwaniu Spocka (Star Trek III: The Search for Spock)                 | Leonard Nimoy                                       | GNP Crescendo (1990) (47 min.) Retrograde / FSM (2010) (116 min.)                                                              |
| 1984 | Chłopiec z marmuru (The Stone Boy)                                                         | Christopher Cain                                    | |
| 1985 | Kokon (Cocoon)                                                                             | Ron Howard                                          | Polydor (1985) (44 min.) Intrada (2013) (62 min.)                                                                              |
| 1985 | Ochotnicy (Volunteers)                                                                     | Nicholas Meyer                                      | |
| 1985 | Komando (Commando)                                                                         | Mark L. Lester                                      | Varese Sarabande (2003) (43 min.) La-La Land (2011) (62 min.)                                                                  |
| 1985 | Podróż Natty Gann (The Journey of Natty Gann)                                              | Jeremy Kagan                                        | Intrada (2009) |
| 1985 | Grzeszni chłopcy (Heaven Help Us)                                                          | Michael Dinner                                      | |
| 1986 | Obcy – decydujące starcie (Aliens)                                                         | James Cameron                                       | Varese Sarabande (1986) (40 min.) Varese Sarabande (2001) (75 min.)                                                            |
| 1986 | Tam, gdzie rzeka jest czarna (Where the River Runs Black)                                  | Christopher Cain                                    | Varese Sarabande (1986) |
| 1986 | Imię róży (Der Name der Rose)                                                              | Jean-Jacques Annaud                                 | Teldec (1986) |
| 1986 | Amerykańska opowieść (An American Tail)                                                    | Don Bluth                                           | MCA Records (1986) |
| 1986 | Nie do taktu (Off Beat)                                                                    | Michael Dinner                                      | |
| 1987 | Bez baterii nie działa (* batteries not included)                                          | Matthew Robbins                                     | MCA Records (1987) |
| 1987 | Projekt X (Project X)                                                                      | Jonathan Kaplan                                     | Varese Sarabande (2001) |
| 1988 | Willow                                                                                     | Ron Howard                                          | Virgin Records (1988) |
| 1988 | Kokon: Powrót (Cocoon: The Return)                                                         | Daniel Petrie                                       | Varese Sarabande (1988) (53 min.) Varese Sarabande (2016) (71 min.)                                                            |
| 1988 | Czerwona gorączka (Red Heat)                                                               | Walter Hill                                         | Virgin Records (1988) |
| 1988 | Pradawny ląd (The Land Before Time)                                                        | Don Bluth                                           | MCA Records (1988) |
| 1988 | Wibracje (Vibes)                                                                           | Ken Kwapis                                          | Varese Sarabande (1990) |
| 1989 | Pole marzeń (Field of Dreams)                                                              | Phil Alden Robinson                                 | Novus (1989) |
| 1989 | Na wrogiej ziemi (In Country)                                                              | Norman Jewison                                      | Intrada (2013) |
| 1989 | Kochanie, zmniejszyłem dzieciaki (Honey, I Shrunk the Kids)                                | Joe Johnston                                        | Intrada (2009) |
| 1989 | Chwała (Glory)                                                                             | Edward Zwick                                        | Virgin Records (1990) |
| 1989 | Tato (Dad)                                                                                 | Gary David Goldberg                                 | MCA Records (1989) |
| 1990 | Następne 48 godzin (Another 48 Hrs.)                                                       | Walter Hill                                         | Scotti Bros. (1990) |
| 1990 | Kocham cię na zabój (I Love You to Death)                                                  | Lawrence Kasdan                                     | |
| 1991 | Człowiek rakieta (The Rocketeer)                                                           | Joe Johnston                                        | Hollywood Records (1991) |
| 1991 | Jedna runda (Once Around)                                                                  | Lasse Hallström                                     | Varese Sarabande (1991) |
| 1991 | Precedensowa sprawa (Class Action)                                                         | Michael Apted                                       | Varese Sarabande (1991) |
| 1991 | Amerykańska opowieść. Fievel jedzie na Zachód (An American Tail: Fievel Goes West)         | Simon Wells Phil Nibbelink                          | MCA Records (1991) |
| 1991 | My Heroes Have Always Been Cowboys                                                         | Stuart Rosenberg                                    | BMG RCA (1991) (2 utwory J. Hornera)                                                                                           |
| 1992 | Dom z kart (House of Cards)                                                                | Michael Lessac                                      | Intrada (2009) |
| 1992 | Na Rozkaz Serca (Thunderheart)                                                             | Michael Apted                                       | Intrada (1992) |
| 1992 | Obsesja namiętności (Unlawful Entry)                                                       | Jonathan Kaplan                                     | Intrada (1992) (35 min.) La-La Land (2017) (49 min.)                                                                           |
| 1992 | Czas patriotów (Patriot Games)                                                             | Phillip Noyce                                       | BMG / Milan RCA Records (1992) (44 min.) La-La Land (2013) (90 min.)                                                           |
| 1992 | Włamywacze (Sneakers)                                                                      | Phil Alden Robinson                                 | Columbia Records (1992) |
| 1993 | Szachowe dzieciństwo (Searching for Bobby Fischer)                                         | Steven Zaillian                                     | Big Screen (1993) (49 min.) La-La Land (2015) (78 min.)                                                                        |
| 1993 | Człowiek bez twarzy (The Man Without a Face)                                               | Mel Gibson                                          | Philips Records (1993) |
| 1993 | Jack Niedźwiadek (Jack the Bear)                                                           | Marshall Herskovitz                                 | Intrada (2001) |
| 1993 | Dzieci swinga (Swing Kids)                                                                 | Thomas Carter                                       | Hollywood Records (1993) |
| 1993 | Raport Pelikana (The Pelican Brief)                                                        | Alan J. Pakula                                      | Big Screen (1993) |
| 1993 | Opowieść o dinozaurach (We’re Back! A Dinosaur’s Story)                                    | Dick Zondag Ralph Zondag Phil Nibbelink Simon Wells | MCA Records (1993) |
| 1993 | Bopha!                                                                                     | Morgan Freeman                                      | Big Screen (1993) |
| 1993 | Pewnego razu w lesie (Once Upon A Forest)                                                  | Charles Grosvenor                                   | Fox / RCA Records (1993) |
| 1993 | Dom z kart (House of Cards)                                                                | Michael Lessac                                      | Intrada (2009) |
| 1993 | W sercu Afryki (A Far Off Place)                                                           | Mikael Salomon                                      | Intrada (1993) (40 min.) Intrada (2014) (73 min.)                                                                              |
| 1994 | Wichry namiętności (Legends of the Fall)                                                   | Edward Zwick                                        | Epic Soundtrax (1995) |
| 1994 | Władca Księgi (The Pagemaster)                                                             | Joe Johnston                                        | Fox Records (1994) (63 min.) La-La Land (2015) (70 min.)                                                                       |
| 1994 | Stan zagrożenia (Clear and Present Danger)                                                 | Phillip Noyce                                       | Milan Records (1994) (51 min.) Intrada (2013) (97 min.)                                                                        |
| 1995 | Jumanji                                                                                    | Joe Johnston                                        | Epic Soundtrax (1995) |
| 1995 | Kacper (Casper)                                                                            | Brad Silberling                                     | MCA Records (1995) |
| 1995 | Apollo 13                                                                                  | Ron Howard                                          | MCA Records (1995) (7 utworów J. Hornera) MCA Records (1995)                                                                   |
| 1995 | Braveheart. Waleczne serce (Braveheart)                                                    | Mel Gibson                                          | London / Decca Records (1995) (78 min.) London / Decca Records (1997) (More music from Braveheart)La-La Land (2015) (172 min.) |
| 1995 | Balto                                                                                      | Simon Wells                                         | MCA Records (1995) |
| 1995 | Jade                                                                                       | William Friedkin                                    | La-La Land (2010) |
| 1996 | Miłość z marzeń (To Gillian on Her 37th Birthday)                                          | Michael Pressman                                    | Epic Records (1996) |
| 1996 | W cieniu przeszłości (The Spitfire Grill)                                                  | Lee David Zlotoff                                   | Sony Classical (1996) |
| 1996 | Okup (Ransom)                                                                              | Ron Howard                                          | Hollywood Records (1996) |
| 1996 | Szalona odwaga (Courage Under Fire)                                                        | Edward Zwick                                        | Angel Records (1996) |
| 1997 | Zdrada (The Devil’s own)                                                                   | Alan J. Pakula                                      | Beyond Music (1997) |
| 1997 | Titanic                                                                                    | James Cameron                                       | Sony Classical (1997) Sony Classical (1998) (Back to Titanic)                                                                  |
| 1998 | Wielki Joe (Mighty Joe Young)                                                              | Ron Underwood                                       | Hollywood Records (1998) |
| 1998 | Dzień zagłady (Deep Impact)                                                                | Mimi Leder                                          | Sony Classical (1998) |
| 1998 | Maska Zorro (The Mask of Zorro)                                                            | Martin Campbell                                     | Sony Classical (1998) |
| 1999 | Człowiek przyszłości (Bicentennial Man)                                                    | Chris Columbus                                      | Sony Classical (1999) |
| 2000 | Gniew oceanu (The Perfect Storm)                                                           | Wolfgang Petersen                                   | Sony Classical (2000) |
| 2000 | Grinch: świąt nie będzie (How the Grinch Stole Christmas)                                  | Ron Howard                                          | Interscope (2000) |
| 2001 | Wróg u bram (Enemy at the Gates)                                                           | Jean-Jacques Annaud                                 | Sony Classical (2001) |
| 2001 | Piękny umysł (A Beautiful Mind)                                                            | Ron Howard                                          | Decca Records (2002) |
| 2001 | Iris                                                                                       | Richard Eyre                                        | Sony Classical (2002) |
| 2002 | Szyfry wojny (Windtalkers)                                                                 | John Woo                                            | RCA Victor (2002) |
| 2002 | Cena honoru (The Four Feathers)                                                            | Shekhar Kapur                                       | Sony Classical (2002) |
| 2003 | Dom z piasku i mgły (House of Sand and Fog)                                                | Vadim Perelman                                      | Varese Sarabande (2003) |
| 2003 | Radio                                                                                      | Michael Tollin                                      | Hip-O Records (2003) |
| 2003 | Bez granic (Beyond Borders)                                                                | Martin Campbell                                     | Varese Sarabande (2003) |
| 2003 | Zaginione (The Missing)                                                                    | Ron Howard                                          | Sony Classical (2003) |
| 2004 | Życie, którego nie było (The Forgotten)                                                    | Joseph Ruben                                        | Varese Sarabande (2004) |
| 2004 | Bobby Jones – Zamach geniusza (Bobby Jones: Stroke of Genius)                              | Rowdy Herrington                                    | Varese Sarabande (2004) |
| 2004 | Troja (Troy)                                                                               | Wolfgang Petersen                                   | Reprise Records (2004) |
| 2005 | Legenda Zorro (The Legend of Zorro)                                                        | Martin Campbell                                     | Sony Classical (2005) |
| 2005 | Plan lotu (Flightplan)                                                                     | Robert Schwentke                                    | Hollywood Records (2005) |
| 2005 | Miłego dnia? (The Chumscrubber)                                                            | Arie Posin                                          | Lakeshore Records (2005) |
| 2005 | Podróż do Nowej Ziemi (The New World)                                                      | Terrence Malick                                     | New Line Records (2006) |
| 2006 | Wszyscy ludzie króla (All the King’s Men)                                                  | Steven Zaillian                                     | Varese Sarabande (2006) |
| 2006 | Apocalypto                                                                                 | Mel Gibson                                          | Hollywood Records (2006) |
| 2007 | Życie przed oczami (The Life Before Her Eyes)                                              | Vadim Perelman                                      | Lakeshore Records (2007) |
| 2008 | Kroniki Spiderwick (The Spiderwick Chronicles)                                             | Mark Waters                                         | Lakeshore Records (2008) |
| 2008 | Chłopiec w pasiastej piżamie (The Boy in the Striped Pyjamas)                              | Mark Herman                                         | Hollywood Records (2008) |
| 2009 | Avatar                                                                                     | James Cameron                                       | Fox / Atlantic Records (2009)                                                                                                  |
| 2010 | Karate Kid (The Karate Kid)                                                                | Harald Zwart                                        | Madison Gate (2010) |
| 2011 | Czarne złoto (The Black Gold)                                                              | Jean-Jacques Annaud                                 | Varese Sarabande (2012) |
| 2012 | Niesamowity Spider-Man (The Amazing Spider-Man)                                            | Marc Webb                                           | Sony Classical (2012) |
| 2012 | Cristiada (For Greater Glory: The True Story of Cristiada)                                 | Dean Wright                                         | Varese Sarabande (2012) |
| 2015 | The Wolf Totem (Lang Tu Teng)                                                              | Jean-Jacques Annaud                                 | Milan Records (2015) |
| 2015 | Do utraty sił (The Southpaw)                                                               | Antoine Fuqua                                       | Sony Classics (2015) |
| 2015 | 33 (The 33)                                                                                | Patricia Riggen                                     | WaterTower Music (2015) |
| 2016 | Siedmiu wspaniałych (The Magnificent Seven) (autor tematów, wspólnie z Simonem Franglenem) | Antoine Fuqua                                       | Sony Classical (2016) |

### Filmy i seriale telewizyjne
1981
- Angel Dusted (reż. Dick Lowry)
- A Few Days in Weasel Creek (reż. Dick Lowry)

1982
- Fortepian dla pani Cimino (A Piano For Mrs. Cimino) (reż. George Schaefer)
- Rascals and Robbers: The Secret Adventures of Tom Sawyer and Huck Finn (reż. Dick Lowry) (wydanie płytowe: FSM, 2011)

1983
- Między przyjaciółmi (Between Friends) (reż. Lou Antonio)

1985
- Surviving (reż. Waris Hussein)
- Niesamowite historie (Amazing Stories) – serial TV: odc. 3, sezon 1 (Alamo Jobe) (reż. Michael D. Moore) (wydanie płytowe: La-La Land: Amazing Stories, anthology 1, 2006)
- Faerie Tale Theatre – serial TV: odc. 3, sezon 4 (The Pied Piper of Hamelin) (reż. Nicholas Meyer)

1990
- Opowieści z krypty (Tales From the Crypt) – serial TV: odc. 3, sezon 2 (Cutting Cards) (reż. Walter Hill)
- Zbliżenie (Extreme Close-Up) (reż. Peter Horton) (Wydanie płytowe: Intrada, 2009)

1992
- Croassroads – serial TV: temat (reż. Michael Apted)
- Fish Police – serial TV: temat i odc. 1 (The Shell Game)

2000
- Pieśń wolności (Freedom Song) (reż. Phil Alden Robinson) (wydanie płytowe: Sony Classical, 2000)

### Filmy dokumentalne
- In Her Own Time (reż. Lynne Littman) (1985)
- Jeden dzień w Auschwitz (One Day in Auschwitz) (reż. Steve Purcell) (2015)
- Living in the Age of Airplanes (reż. Brian J. Terwilliger) (2015) (wydanie audio: National Geographic Society, 2016)

### Filmy krótkometrażowe
- Let’s Go (reż. Douglas Trumbull) (1985)
- Kapitan EO (Captain EO) (reż. Francis Ford Coppola) (1986)
- Tummy Trouble (reż. Rob Minkoff) (1989)
- Norman and the Killer (reż. Bob Graham) (1991)
- First in Flight (reż. Brandon Hess) (2012)

### Kompozycje do filmów Amerykańskiego Instytutu Filmowego
1975
- The Drought

1978
- Fantasies
- Gist and Evans
- Landscapes
- Just for a Laugh
- The Watcher

## Inne kompozycje

### Kompozycje koncertowe
- Conversations, utwór kameralny na 16 wykonawców (1976)
- Spectral Shimmers (koncert) (1977)
- A Forest Passage (koncert) (2000)
- Pas de Deux, koncert podwójny na skrzypce, wiolonczelę i orkiestrę (2014)
- Collage, koncert na cztery rogi i orkiestrę (2015)

### Inne prace
Inne kompozycje Jamesa Hornera to m.in.:
- Tematy do logo wytwórni filmowych: Imagine Entertainment, Universal Pictures (1990 – 1997), Icon Productions, CBS Films
- Muzyka do spotu reklamowego THX «Cimarron»
- Muzyka do pokazu akrobatycznego grupy lotniczej The Horsemen Aerobatic Team (The Flying Horsemen)
- Oprawa muzyczna do CBS Evening News (2006)

## Nagrody i wyróżnienia
| Nagroda                                                            | Rok  | Kategoria | Wyróżnienie za film: | Nominacja / Wygrana |
| ------------------------------------------------------------------ | ---- | --- | --- | ------------------- |
| Nagroda Akademii Filmowej (Oscar)                                  | 1987 | Najlepsza muzyka | Obcy – decydujące starcie | Nominacja           |
| Nagroda Akademii Filmowej (Oscar)                                  | 1987 | Najlepsza oryginalna piosenka filmowa                                                                                 | Amerykańska opowieść (wraz z Barrym Mannem i Cynthią Weil) za piosenkę Somewhere Out There                                                   | Nominacja           |
| Nagroda Akademii Filmowej (Oscar)                                  | 1990 | Najlepsza muzyka | Pole marzeń | Nominacja           |
| Nagroda Akademii Filmowej (Oscar)                                  | 1996 | Najlepsza muzyka | Apollo 13 | Nominacja           |
| Nagroda Akademii Filmowej (Oscar)                                  | 1996 | Najlepsza muzyka | Braveheart. Waleczne serce | Nominacja           |
| Nagroda Akademii Filmowej (Oscar)                                  | 1998 | Najlepsza muzyka | Titanic | Wygrana             |
| Nagroda Akademii Filmowej (Oscar)                                  | 1998 | Najlepsza oryginalna piosenka filmowa                                                                                 | Titanic (wraz z Willem Jenningsem) za piosenkę My Heart Will Go On                                                                           | Wygrana             |
| Nagroda Akademii Filmowej (Oscar)                                  | 2002 | Najlepsza muzyka | Piękny umysł | Nominacja           |
| Nagroda Akademii Filmowej (Oscar)                                  | 2004 | Najlepsza muzyka | Dom z piasku i mgły | Nominacja           |
| Nagroda Akademii Filmowej (Oscar)                                  | 2009 | Najlepsza muzyka | Avatar | Nominacja           |
| Złote Globy                                                        | 1987 | Najlepsza piosenka | Amerykańska opowieść (wraz z Barrym Mannem i Cynthią Weil) za piosenkę Somewhere Out There                                                   | Nominacja           |
| Złote Globy                                                        | 1990 | Najlepsza muzyka | Chwała | Nominacja           |
| Złote Globy                                                        | 1992 | Najlepsza piosenka | Amerykańska opowieść. Fievel jedzie na Zachód (wraz z Willem Jenningsem) za piosenkę Dreams to Dream                                         | Nominacja           |
| Złote Globy                                                        | 1995 | Najlepsza muzyka | Wichry namiętności | Nominacja           |
| Złote Globy                                                        | 1996 | Najlepsza muzyka | Braveheart. Waleczne serce | Nominacja           |
| Złote Globy                                                        | 1998 | Najlepsza muzyka | Titanic | Wygrana             |
| Złote Globy                                                        | 1998 | Najlepsza piosenka | Titanic (wraz z Willem Jenningsem) za piosenkę My Heart Will Go On                                                                           | Wygrana             |
| Złote Globy                                                        | 2002 | Najlepsza muzyka | Piękny umysł | Nominacja           |
| Złote Globy                                                        | 2010 | Najlepsza muzyka | Avatar | Nominacja           |
| Złote Globy                                                        | 2010 | Najlepsza piosenka | Avatar (wraz z Simonem Franglenem i Kukiem Harrellem) za piosenkę I See You                                                                  | Nominacja           |
| Nagroda Brytyjskiej Akademii Filmowej (BAFTA)                      | 1996 | Najlepsza muzyka | Braveheart. Waleczne serce | Nominacja           |
| Nagroda Brytyjskiej Akademii Filmowej (BAFTA)                      | 1998 | Najlepsza muzyka | Titanic | Nominacja           |
| Nagroda Brytyjskiej Akademii Filmowej (BAFTA)                      | 2010 | Najlepsza muzyka | Avatar | Nominacja           |
| Nagroda Grammy                                                     | 1987 | Najlepszy album z oryginalną ścieżką dźwiękową tła muzycznego napisanego dla filmu kinowego lub na potrzeby telewizji | Amerykańska opowieść | Nominacja           |
| Nagroda Grammy                                                     | 1987 | Najlepsza piosenka napisana specjalnie dla filmu kinowego lub na potrzeby telewizji                                   | Amerykańska opowieść (wraz z Barrym Mannem i Cynthią Weil) za piosenkę Somewhere Out There                                                   | Wygrana             |
| Nagroda Grammy                                                     | 1987 | Piosenka roku | Amerykańska opowieść (wraz z Barrym Mannem i Cynthią Weil) za piosenkę Somewhere Out There                                                   | Wygrana             |
| Nagroda Grammy                                                     | 1990 | Najlepszy album z oryginalną ścieżką dźwiękową tła muzycznego napisanego dla filmu kinowego lub na potrzeby telewizji | Pole marzeń | Nominacja           |
| Nagroda Grammy                                                     | 1991 | Najlepsza kompozycja instrumentalna napisana dla filmu kinowego lub na potrzeby telewizji                             | Chwała | Wygrana             |
| Nagroda Grammy                                                     | 1996 | Najlepsza piosenka napisana specjalnie dla filmu kinowego lub na potrzeby telewizji                                   | Władca Księgi (wraz z Barrym Mannem i Cynthią Weil) za piosenkę Whatever You Imagine                                                         | Nominacja           |
| Nagroda Grammy                                                     | 1999 | Najlepsza piosenka napisana specjalnie dla filmu kinowego lub na potrzeby telewizji                                   | Titanic (wraz z Willem Jenningsem) za piosenkę My Heart Will Go On                                                                           | Wygrana             |
| Nagroda Grammy                                                     | 1999 | Piosenka roku | Titanic (wraz z Willem Jenningsem) za piosenkę My Heart Will Go On                                                                           | Wygrana             |
| Nagroda Grammy                                                     | 1999 | Najlepsze nagranie roku                                                                                               | Titanic (wraz z Humberto Gatica, Céline Dion, Davidem Gleesonem, Walterem Afanasieffem i Simonem Franglenem) za piosenkę My Heart Will Go On | Wygrana             |
| Nagroda Grammy                                                     | 2003 | Najlepsza ścieżka muzyczna w filmie kinowym, telewizyjnym lub innej formie wizualnej                                  | Piękny umysł | Nominacja           |
| Nagroda Grammy                                                     | 2011 | Najlepsza ścieżka muzyczna w filmie kinowym, telewizyjnym lub innej formie wizualnej                                  | Avatar | Nominacja           |
| Nagroda Grammy                                                     | 2011 | Najlepsza piosenka w filmie kinowym, telewizyjnym lub innej formie wizualnej                                          | Avatar (wraz z Kukiem Harrellem, Leoną Lewis i Simonem Franglenem) za piosenkę I See You                                                     | Nominacja           |
| Nagroda Światowej Akademii Muzyki Filmowej (WSA)                   | 2002 | Kompozytor roku | Piękny umysł | Nominacja           |
| Nagroda Światowej Akademii Muzyki Filmowej (WSA)                   | 2004 | Najlepsza piosenka filmowa                                                                                            | Troja (wraz z Cynthią Weil, Joshem Grobanem i Tanją Tzarovską) za piosenkę Remember Me                                                       | Nominacja           |
| Nagroda Światowej Akademii Muzyki Filmowej (WSA)                   | 2010 | Muzyka filmowa roku                                                                                                   | Avatar | Nominacja           |
| Nagroda Światowej Akademii Muzyki Filmowej (WSA)                   | 2010 | Najlepsza piosenka filmowa                                                                                            | Avatar (wraz z Kukiem Harrellem, Leoną Lewis i Simonem Franglenem) za piosenkę I See You                                                     | Nominacja           |
| Nagroda Satelita                                                   | 1998 | Najlepsza muzyka | Titanic | Wygrana             |
| Nagroda Satelita                                                   | 1998 | Najlepsza piosenka | Titanic (wraz z Willem Jenningsem) za piosenkę My Heart Will Go On                                                                           | Wygrana             |
| Nagroda Satelita                                                   | 2002 | Najlepsza muzyka | Piękny umysł | Nominacja           |
| Nagroda Satelita                                                   | 2002 | Najlepsza piosenka | Piękny umysł (wraz z Willem Jenningsem) za piosenkę All Love Can Be                                                                          | Wygrana             |
| Nagroda Satelita                                                   | 2004 | Najlepsza muzyka | Zaginione | Nominacja           |
| Nagroda Akademii Filmów Science-Fiction, Horror i Fantasy (Saturn) | 1984 | Najlepsza muzyka | Coś paskudnego tu nadchodzi | Nominacja           |
| Nagroda Akademii Filmów Science-Fiction, Horror i Fantasy (Saturn) | 1984 | Najlepsza muzyka | Krull | Nominacja           |
| Nagroda Akademii Filmów Science-Fiction, Horror i Fantasy (Saturn) | 1984 | Najlepsza muzyka | Burza mózgów | Wygrana             |
| Nagroda Akademii Filmów Science-Fiction, Horror i Fantasy (Saturn) | 1986 | Najlepsza muzyka | Kokon | Nominacja           |
| Nagroda Akademii Filmów Science-Fiction, Horror i Fantasy (Saturn) | 1987 | Najlepsza muzyka | Amerykańska opowieść | Nominacja           |
| Nagroda Akademii Filmów Science-Fiction, Horror i Fantasy (Saturn) | 1991 | Najlepsza muzyka | Kochanie, zmniejszyłem dzieciaki | Nominacja           |
| Nagroda Akademii Filmów Science-Fiction, Horror i Fantasy (Saturn) | 1996 | Najlepsza muzyka | Braveheart. Waleczne serce | Nominacja           |
| Nagroda Akademii Filmów Science-Fiction, Horror i Fantasy (Saturn) | 2001 | Najlepsza muzyka | Grinch: świąt nie będzie | Wygrana             |
| Nagroda Akademii Filmów Science-Fiction, Horror i Fantasy (Saturn) | 2010 | Najlepsza muzyka | Avatar | Wygrana             |

### Wyróżnienia
Nagroda Broadcast Film Critics Association
- 2006 – Nominacja – Najlepszy kompozytor – za muzykę do filmu Podróż do Nowej Ziemi

Nagroda Chicago Film Critics Association
- 1998 – Wygrana – Najlepsza muzyka – za muzykę do filmu Titanic
- 2002 – Nominacja – Najlepsza muzyka – za muzykę do filmu Piękny umysł
- 2009 – Nominacja – Najlepsza muzyka – za muzykę do filmu Avatar

Nagroda Las Vegas Film Critics Society (Sierra Award)
- 1998 – Wygrana – Najlepsza piosenka – za piosenkę My Heart Will Go On z filmu Titanic (wspólnie z Willem Jeningsem)

Nagroda Los Angeles Film Critics Association
- 1982 – Wygrana – Najlepsza muzyka – za muzykę do filmu 48 godzin

Nagroda Online Film Critics Society
- 2006 – Nominacja – Najlepsza muzyka – za muzykę do filmu Podróż do Nowej Ziemi

Nagroda Phoenix Film Critics Society
2002 – Nominacja – Najlepsza muzyka – za muzykę do filmu Piękny umysł